# Hindenburgstraße (Mainz)

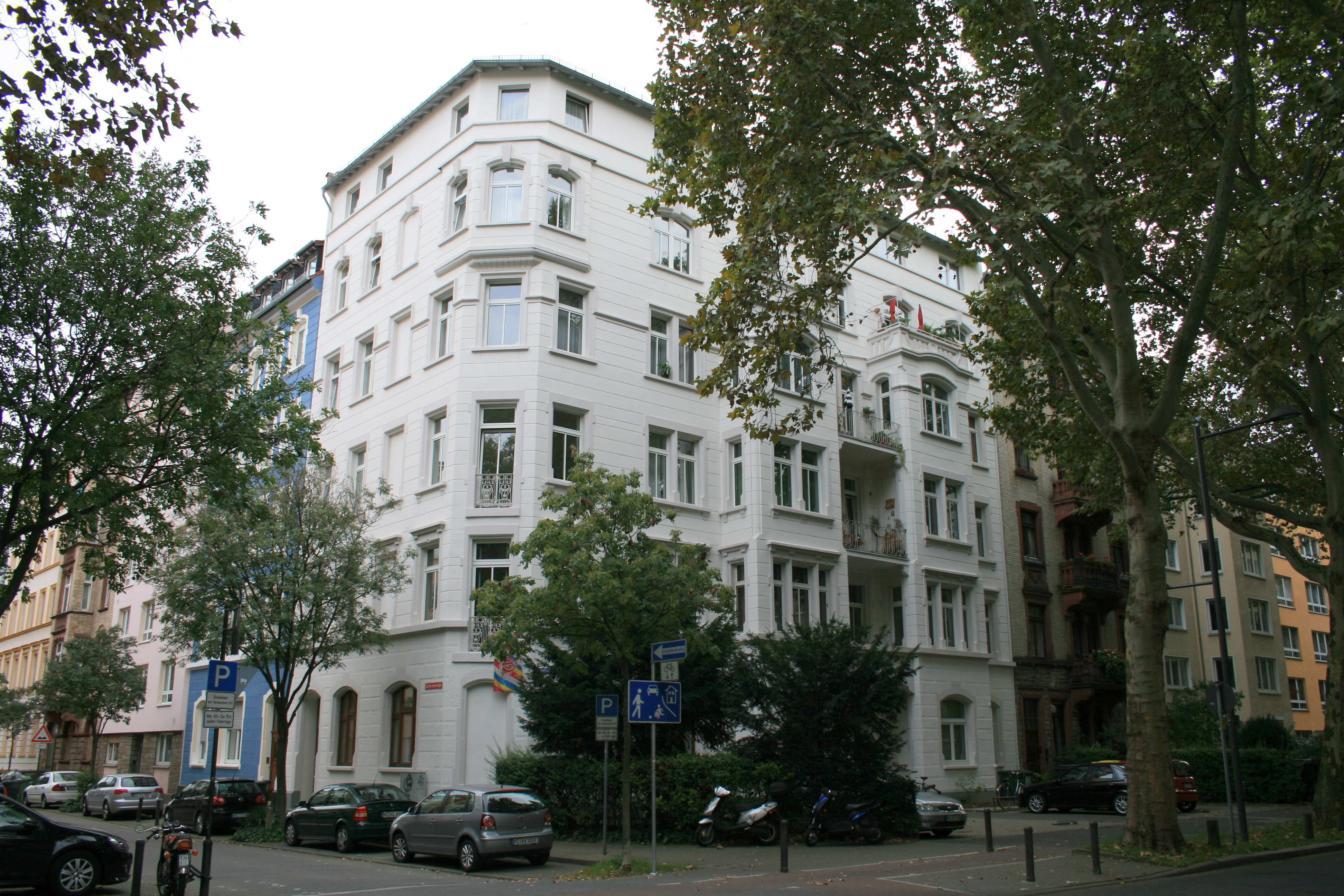
Hindenburgstraße 28, Kurfürstenstraße 36 fünfgeschossiges Eckhaus mit aufwändiger Hauptfassade, 1904, Architekt Wilhelm Hahn

Die Hindenburgstraße ist eine rund 700 Meter lange Prachtstraße in Mainz. Sie ist der neben der Kaiserstraße eine der beiden Hauptachsen der ab 1873 von Eduard Kreyßig (1830–1897) angelegten Mainzer Neustadt.

## Geschichte
Auf dem Gelände befand sich vor der von Kreyßig zu gestaltenden Stadterweiterung, das dem Schönbornschen Festungsring vorgelagerte „Gartenfeld“. Kreyßigs Konzeption der Neustadt als rasterförmiges Netz mit symmetrischen, auf repräsentative Gebäude ausgerichteten Achsen, Diagonalen und öffentlichen Plätzen basiert auf dem Vorbild von Georges-Eugène Haussmann.
Die Hindenburgstraße trug von der Neuplanung im Jahr 1880 bis 1916 den Namen Bonifazius-Straße, um an den Mainzer Bischof Bonifatius zu erinnern. Zwischen 1911 und 1912 wurde die Hauptsynagoge Mainz an der Straßenecke zur Josefsstraße erbaut und am 3. September 1912 eingeweiht.
Während des Ersten Weltkriegs wurde sie zu Ehren von Paul von Hindenburg in „Hindenburgstraße“ umbenannt um seine Ernennung zum Chef des Generalstabes des Feldheeres zu würdigen.
Im Rahmen der Errichtung der Neuen Synagoge (Bauzeit von 2008 bis 2010) wurde eine erneute Umbenennung der Straße in Betracht gezogen, da Hindenburg 1933 Adolf Hitler zum Reichskanzler berief (siehe: Machtergreifung). Es wurde jedoch lediglich das relevante Grundstück in der Hindenburgstraße in Synagogenplatz umbenannt.

## Verlauf

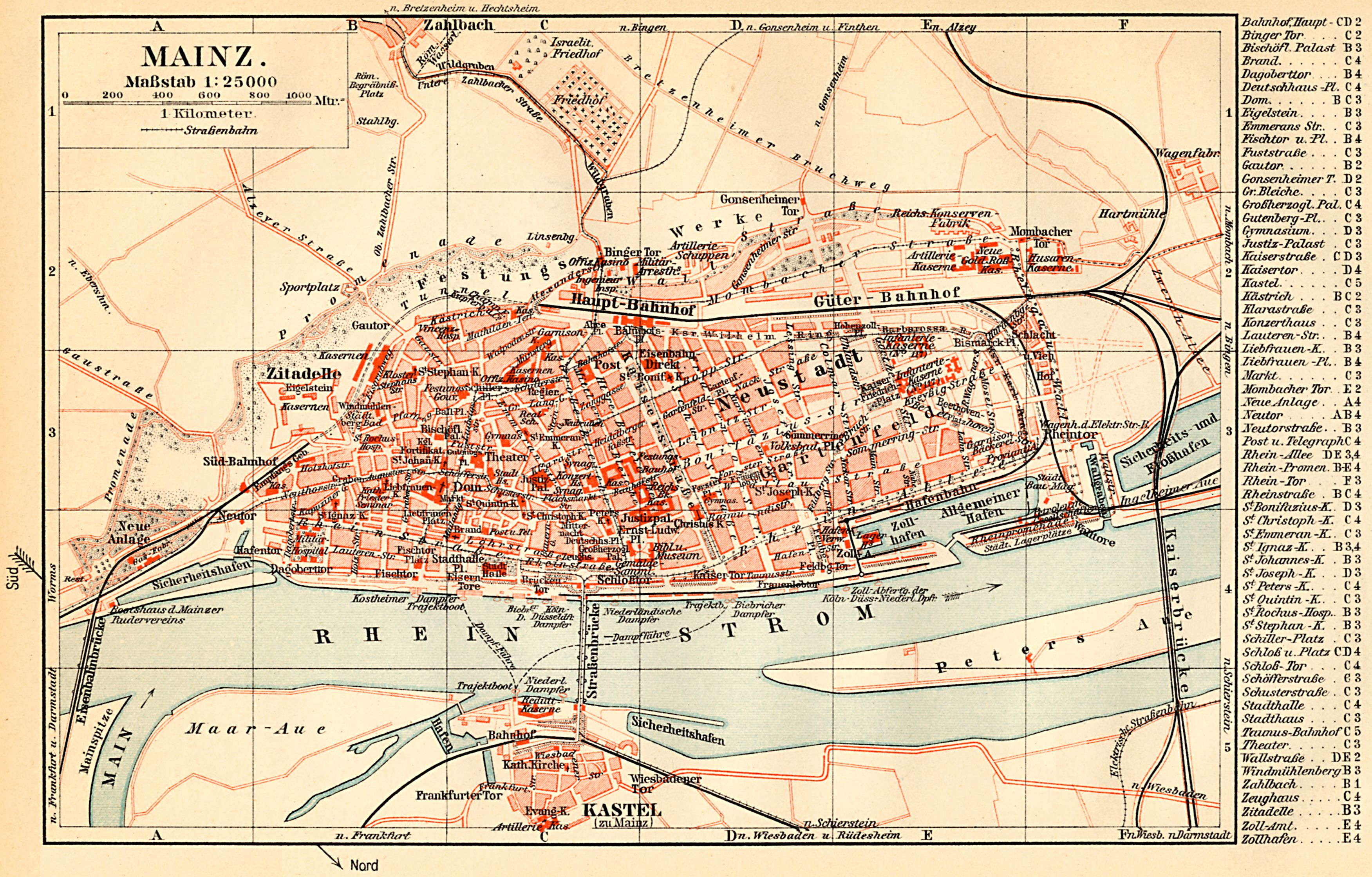
Stadtplanausschnitt vom Beginn des 20. Jahrhunderts; 1905

Die Straße beginnt an der Kaiserstraße. Zunächst verläuft in der Straßenmitte eine parkähnliche Grünanlage, der Hindenburgplatz. Die Straßenbreite beträgt hier knapp 25 Meter. Nach dem Hindenburgplatz laufen die Fahrspuren wieder zusammen, die Häuserfluchten bleiben jedoch in einer Linie. Die Zonierung von Gehweg, Bordstein und Fahrweg erlaubte die Einplanung von Vorgärten vor den villenartigen Häusern. Die Straße verläuft schnurgerade auf den Goetheplatz, damals Kaiser Friedrichplatz, zu, an den sich der Valenciaplatz auf dem Gebiet der ehemaligen Infanteriekaserne des Infanterie-Leib-Regiment „Großherzogin“ (3. Großherzoglich Hessisches) Nr. 117, genannt Alicekaserne, anschließt.

## Denkmalschutz

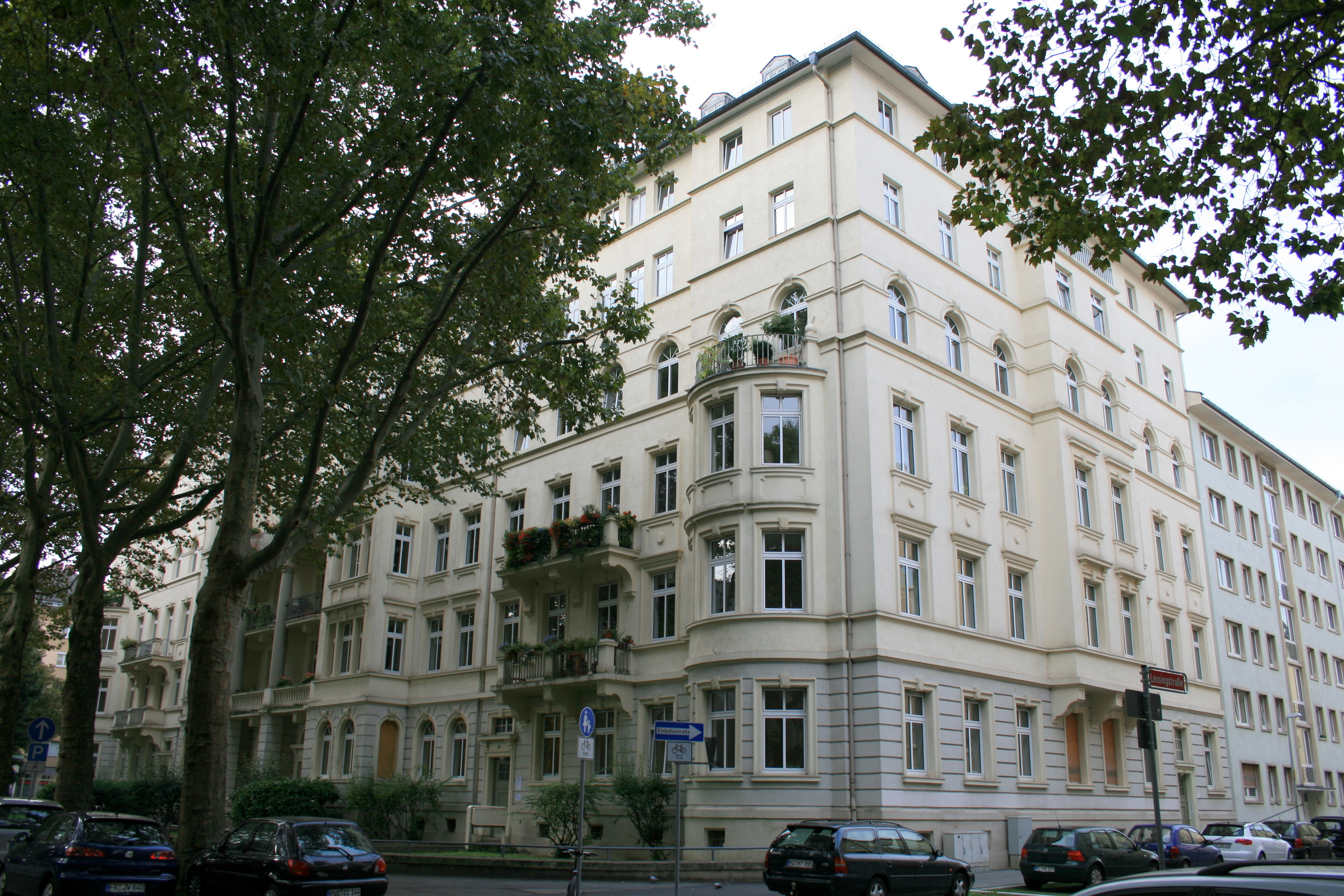
Kulturdenkmal, erbaut 1921: ehemalige „Wohnhäuser zur Unterbringung von Offiziers- und Beamtenfamilien der Besatzung“, Architekt Peter Gustav Rühl

Einzelne der in der Hindenburgstraße erhaltenen vier- bis fünfgeschossigen Häuserblocks, vorwiegend aus der Epoche des Jugendstils, sind als Kulturdenkmäler geschützt. Aufgrund der massiven Zerstörungen durch die Luftangriffe auf Mainz ist der Straßenzug nicht als Denkmalzone geschützt. Im „Nachrichtlichen Verzeichnis der Kulturdenkmäler“ für die Stadt Mainz führt die Generaldirektion Kulturelles Erbe Rheinland-Pfalz folgende Gebäude in der Hindenburgstraße auf (siehe auch: Liste der Kulturdenkmäler in Mainz-Neustadt):
- Hindenburgstraße 10/12: spiegelsymmetrisches Doppelhaus mit ausgebautem Mansarddach, neugotische, Renaissance- und Jugendstilformen, 1899, Architekt Reinhold Weisse; bauzeitliche Garteneinfriedung
- Hindenburgstraße 13: repräsentatives viergeschossiges Mietshaus, 1899
- Hindenburgstraße 23/25: fünfgeschossiges Doppelhaus, reicher Jugendstildekor, 1903, Architekt Peter Scheuren
- Hindenburgstraße 26: fünfgeschossiges Zeilenwohnhaus, Jugendstildekor, 1904, Architekt Carl Strebel
- Hindenburgstraße 28, Kurfürstenstraße 36: fünfgeschossiges Eckhaus mit aufwändiger Hauptfassade, Nachbarhaus schlichter, 1904, Architekt Wilhelm Hahn
- Hindenburgstraße 43–49, Josefstraße 39a, Lessingstraße 22: ehemalige „Wohnhäuser zur Unterbringung von Offiziers- und Beamtenfamilien der Besatzung“; monumentale, ursprünglich viergeschossige Wohnanlage mit repräsentativer Hauptfassade, 1921, Architekt Peter Gustav Rühl

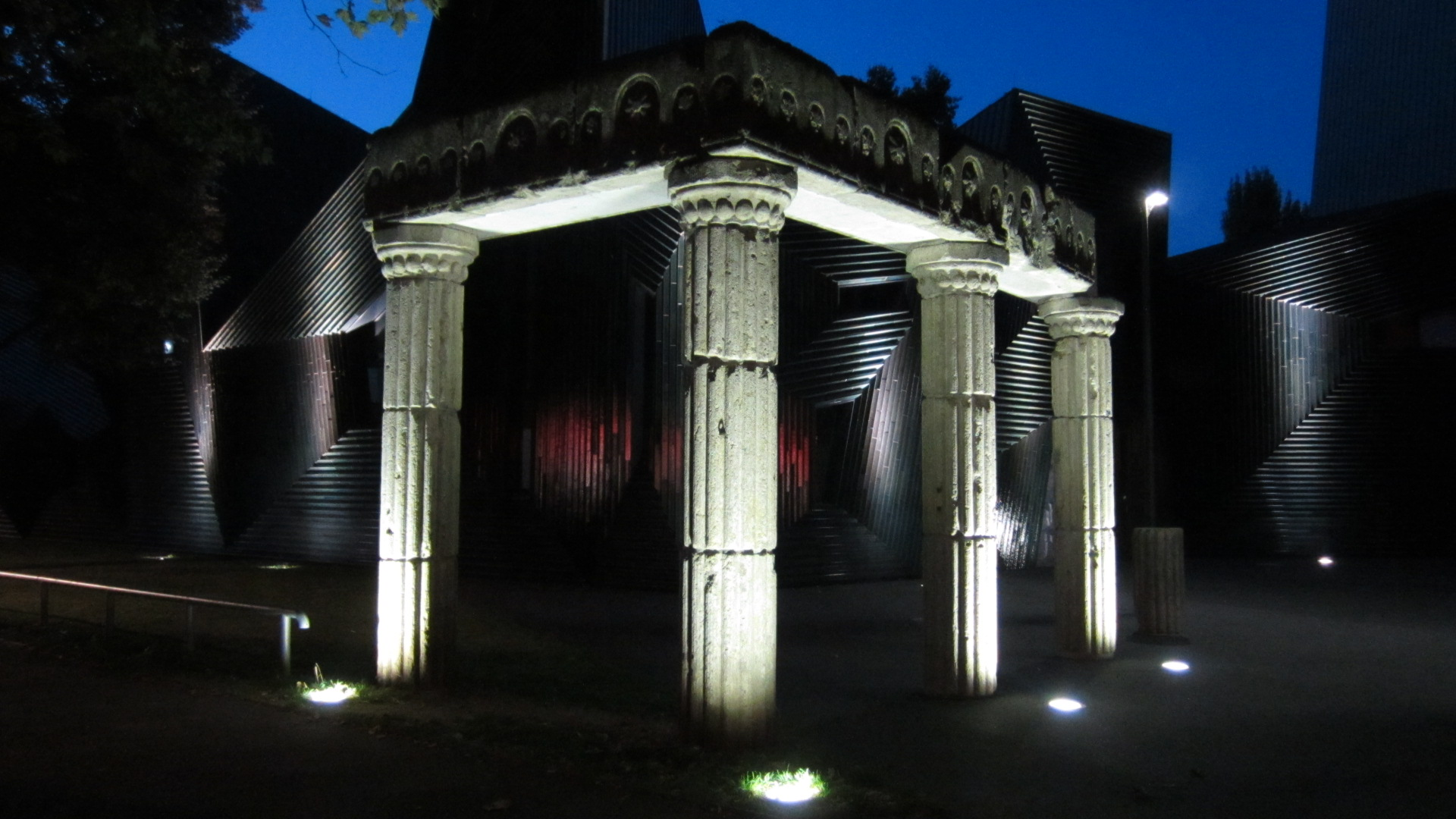
Fragmente der Säulenhalle der niedergebrannten Hauptsynagoge in der Hindenburgstraße. Im Hintergrund die Neue Synagoge Mainz

- Hindenburgstraße 44: Fragmente der Vorhallenkolonnade der ehemaligen Hauptsynagoge, 1910–12, Architekt Willy Graf, Stuttgart, sowie Gedenktafel
- Hindenburgstraße 51: fünfgeschossiger Putzbau, reich dekorierte Kastenerker, 1909, Architekt Emil Dyrauf